# ليندا شرايبر
ليندا شرايبر (بالإنجليزية: Linda Schreiber)‏ هي كاتِبة وكاتبة سيناريو أمريكية، ولدت في 13 مارس 1951.

## وصلات خارجية
- ليندا شرايبر على موقع IMDb (الإنجليزية)